# Arsène Lupin III
Cet article concerne le personnage. Pour les séries d'anime, téléfilms et films d'animation, voir Lupin III.
Pour les articles homonymes, voir Arsène Lupin (homonymie).
 (mars 2022).
Si vous disposez d'ouvrages ou d'articles de référence ou si vous connaissez des sites web de qualité traitant du thème abordé ici, merci de compléter l'article en donnant les références utiles à sa vérifiabilité et en les liant à la section « Notes et références ».
Arsène Lupin III est un personnage de fiction créé par Monkey Punch dans Action Weekly (anciennement Weekly Manga) le 10 août 1967. C'est le petit-fils du gentleman-cambrioleur Arsène Lupin.

## Biographie
Lupin III n'a pas vraiment de biographie dans la série animée, si ce n'est quelques camarades de rencontre, mais le manga nous en apprend plus sur sa vie. Il fut élevé par son grand-père, Arsène Lupin, après que son père (Lupin II) a été incarcéré pour une durée indéterminée. Arsène Lupin fera croire à son petit-fils que son père est mort. À la mort de son grand-père, Lupin III, alors adolescent, hérite d'un livre écrit par celui-ci. C'est ce livre qui lui permettra de mettre en pratique les bases de l'art du cambriolage.

## Description

### Physique
Lupin porte une veste de couleur différente dans chaque série d'animation réalisée. Dans la première série, il porte une veste verte. Dans la deuxième, une veste rouge et dans la troisième, une veste rose. Ce signe permet de reconnaître quelle série l'on regarde (à part la qualité d'animation qui n'est pas non plus un signe négligeable).

### Personnalité
C'est un gentleman cambrioleur. Il est le petit-fils d'Arsène Lupin. Sa mère est probablement japonaise. Il est le leader d'une bande composée de Daisuke Jigen, son meilleur ami as du pistolet, de Fujiko Mine, sa petite amie, femme fatale malicieuse, et de Goemon Ishikawa XIII, samouraï solennel as du sabre et descendant direct de Ishikawa Goemon. Ensemble, ils organisent vols, cambriolages et autres magouilles.
Lupin est un homme de caractère jovial, énergique, plein d'humour, plutôt espiègle et très amateur de jolies femmes, en particulier Fujiko, qui le décrit comme "l'homme le plus pervers au monde".

### Talents
Lupin est un maître du déguisement, qui consiste soit d'un simple changement de vêtements ou bien carrément d'une transformation complète d'aspect avec masque de latex, changement de voix, etc. Il est très agile et est presque toujours capable d'échapper à une poursuite et si emprisonné, il peut toujours s'échapper, ses talents d'évasion n'ayant rien à envier à Houdini. Il est également très intelligent, possédant des connaissances sur des sujets variés tels que les sciences, la mécanique, l'histoire ou la psychologie. Ses déductions sont le plus souvent justes, faisant de lui un enquêteur et un stratège hors pair. C'est pourquoi il surpassera et même ridiculisera souvent ses ennemis.

### Criminalité
Lupin n'est pas vraiment un criminel de sang-froid du niveau de Diabolik, mais il lui arrive de tuer des ennemis sans sourciller. Il a par exemple tué le sensei de Goemon, qui avait d'ailleurs reproché à son élève de ne pas avoir le courage de Lupin pour le tuer. Une fois, alors que Zenigata avait capturé (temporairement) Lupin, ce dernier fut condamné à la peine de mort par chaise électrique, ce qui laisse penser que Lupin avait sûrement occasionné quelques crimes de sang dans le passé.
On pourrait penser que Lupin, en tant que protagoniste, soit un voleur à la Robin des Bois, mais il garde habituellement son butin pour lui-même et ses associés, envers qui il se montre toujours loyal (à l'opposé de Fujiko). Cependant, il lui arrivera de se montrer véritablement débonnaire, comme dans Le Château de Cagliostro. À savoir que cette version du personnage se limite à la version animée ; il est nettement plus violent dans le manga original.

### Ennemis
Son ennemi principal est l'inspecteur de police Koichi Zenigata, lui aussi descendant d'un personnage de roman policier, un inspecteur de police, dont l'objectif principal dans sa vie est de le capturer. Ses desseins échouent toujours, et même si Lupin se retrouve en prison, il peut de toute manière s'évader quand il le veut. Malgré leur belligérence, les deux hommes ont une certaine affection envers l'un et l'autre et sont capables de se porter secours si l'un est vraiment en mauvaise situation.
Bien que l'ennemi "du côté de la loi" de l'Arsène Lupin "original" soit l'inspecteur Ganimard, le descendant de ce dernier n'a fait qu'une apparition, défiant Lupin et entrant dans une rivalité avec Zenigata.
Lupin a aussi fait face à d'autres voleurs et bandits rivaux, qui se sont souvent montrés plus "méchants" que lui. On peut par exemple citer Pycal, ou encore son ennemi le plus redoutable et plus récurrent Mr X, et aussi son autre vieil adversaire Fantomas III descendant lui aussi d'un criminel fictif français.

## Création du personnage
Lupin III est créé en 1967 par le mangaka Monkey Punch, alors encore débutant. L'auteur explique dans une interview réalisée en 2004 – et présente sur l'édition collector du Château de Cagliostro et des films L'Or de Babylone et Le Complot du clan Fuma disponible chez IDP – qu'il a beaucoup apprécié les romans d'Arsène Lupin dans sa jeunesse, notamment L'Aiguille creuse. Au départ, il prévoit de reprendre le personnage d'Arsène Lupin, mais son éditeur juge ce héros trop dépassé. Monkey Punch crée alors le petit-fils du cambrioleur et le place dans un univers contemporain au manga. Pour la création physique du personnage, il s'inspire ouvertement de celui de Jean-Paul Belmondo dans sa jeunesse.

### À propos du nom
Il se nomme Edgar dans la série de 1977 diffusée en français sous le titre Edgar de la cambriole, Vidocq dans la première adaptation du film de 1979, Le Château de Cagliostro puis Wolf dans le redoublage du même film. Les deux éditeurs vidéos ont opté pour deux noms différents : IDP Home Video conserve "Edgar" pour les séries, films, OAV et téléfilms et Dybex, utilise "Lupin III" dans les adaptations des films et téléfilms.

## Œuvres où le personnage apparaît

### Mangas
- Lupin III (Monkey Punch, 1967-1972)
- Lupin Kozou (Monkey Punch, 1974)
- Shin Lupin III (Monkey Punch, 1977-1981)
- Lupin III S (Monkey Punch, Takaguchi Satozumi, Shusay Yamamoto, 1997)
- Lupin III Y (Monkey Punch, Yamakami Manatsuki, 1998)
- Lupin III M (Monkey Punch, Yukio Fukayama, 2005)

### Séries animées
- Edgar de la Cambriole (Rupan Sansei, 1971-1972, 23 épisodes) avec Yasuo Yamada (VF : Philippe Ogouz)
- Edgar, le détective cambrioleur (Shin Rupan Sansei, 1977-1980, 155 épisodes) avec Yasuo Yamada (VF : Philippe Ogouz)
- Rupan Sansei - Part III (1984-1985, 50 épisodes) avec Yasuo Yamada

### Film en prise de vues réelles
1. Strange Psychokinetic Strategy (Rupan Sansei : Nenriki Chin Sakusen, 1974)

### Films d'animation
1. Le Secret de Mamo (Rupan Sansei : Mamô no Ichien, 1978) avec Yasuo Yamada (VF : Philippe Ogouz)
2. Le Château de Cagliostro (Rupan Sansei : Kariosutoro No Shiro, Hayao Miyazaki, 1979) avec Yasuo Yamada (VF : Philippe Ogouz)
3. L'Or de Babylone (Rupan Sansei : Babiron No Oogon Denzetsu, 1985) avec Yasuo Yamada (VF : Philippe Ogouz)
4. Le Complot du clan Fuma (Rupan Sansei : Fuma Ichizoku No Inbo, 1987) avec Yasuo Yamada (VF : Philippe Ogouz)
5. Adieu, Nostradamus ! (Rupan Sansei : Kutabare! Nostradamusu, Shunya Ito, 1995) avec Kanichi Kurita (VF : Bruno Magne)
6. Mort ou vif (Rupan Sansei : Dead or Alive, Monkey Punch, 1996) avec Kanichi Kurita (VF : Bruno Magne)
7. Lupin III vs Détective Conan, le film (2013)
8. Lupin III : Le Tombeau de Daisuke Jigen (2014)
9. Lupin III : La Brume de Sang de Goemon Ishikawa (2017)

## Téléfilms
1. Goodbye Lady Liberty (Rupan Sansei : Bai Bai Ribatii - Kiki Ippatsu !, Osamu Dezaki, 1989) avec Yasuo Yamada
2. Hemingway Papers (Rupan Sansei : Heminguuei Peepaa no Nazo, Osamu Dezaki, 1990) avec Yasuo Yamada
3. Le Dictionnaire de Napoléon (Rupan Sansei : Naporeon no Jisho wo Ubae, Osamu Dezaki, 1991) avec Yasuo Yamada (VF : Philippe Ogouz)
4. From Russia With Love (Rupan Sansei : Roshia yori Ai wo Komete, Osamu Dezaki, 1992) avec Yasuo Yamada
5. Destination Danger (Rupan Sansei : Rupan Ansatsu Shirei, Masaaki Osumi, 1993) avec Yasuo Yamada (VF : Bruno Magne)
6. Le Dragon maudit (Rupan Sansei : Moeyo Zantetsuken, Masaharu Okuwaki, 1994) avec Yasuo Yamada (VF : Bruno Magne)
7. Le Trésor d'Harimao (Rupan Sansei : Harimao no Zaiho wo oe!!, Osamu Dezaki, 1995) avec Kanichi Kurita (VF : Bruno Magne)
8. Le Secret du Twilight Gemini (Rupan Sansei : Twilight Gemini no Himitsu, Gisaburō Sugii, 1996) avec Kanichi Kurita (VF : Bruno Magne)
9. In Memory of the Walther P38 (Rupan Sansei : In Gedenken an die Walther P38, 1997) avec Kanichi Kurita
10. Tokyo Crisis (Rupan Sansei : Honou no Kioku, 1998) avec Kanichi Kurita
11. Fujiko's Unlucky Days (Rupan Sansei : Ai no Da Kaapo, 1999) avec Kanichi Kurita
12. One Dollar Money Wars (Rupan Sansei : $1 manee uoozu, 2000) avec Kanichi Kurita
13. Alcatraz Connection (Rupan Sansei : Arukatorazu Konekushon, 2001) avec Kanichi Kurita
14. First Contact - Episode 0 (Rupan Sansei : First Contact - Episode 0, 2002) avec Kanichi Kurita (VF : Philippe Ogouz)
15. The Big Operation to Return the Treasures (Rupan Sansei : Takara Henkyaku Daisakusen, 2003) avec Kanichi Kurita (VF : Philippe Ogouz)
16. Stolen Lupin - Copycat is the Midsummer Butterfly (Rupan Sansei : Nusumareta Lupin, 2004) avec Kanichi Kurita
17. Angel Tactics - A Piece of Dream With a Scent Of Murder (Rupan Sansei : Tenshi no Tactics ~ Yumeno Kakera wa Koroshi no Kaori, 2005) avec Kanichi Kurita
18. Seven Days Rhapsody (2006) avec Kanichi Kurita
19. Elusiveness of the Fog (Kiri no Elusive, 2007) avec Kanichi Kurita
20. Sweet Lost Night - Magic Lamp's Nightmare Premonition (Sweet Lost Night - Maho no Lamp wa Akumu no Yokan, 2008) avec Kanichi Kurita
21. The Last Job (2010) avec Kanichi Kurita
22. Blood Seal - Eternal Mermaid / Blood Seal of the Eternal Mermaid (Chi no kokuin - Eien no Mermaid, 2011) avec Kanichi Kurita
23. Record of Observations of the East - Another Page (Toho Kenbunroku - Another Page, 2012) avec Kanichi Kurita
24. Hidden City in the Sky - Princess of the Breeze (Kakusareta Kūchū Toshi - Princess of the breeze, 2013) avec Kanichi Kurita
25. Italian Game (2016) avec Kanichi Kurita
26. Goodbye Partner (2019) avec Kanichi Kurita
27. Prison of the Past (2019) avec Kanichi Kurita

## OAV
- Secret Files (Rupan Sansei : Shiikuretto Fairu, 1989) avec Yasuo Yamada
- Return of Pycal (Rupan Sansei : Ikiteita Majutsushi, 2002) avec Kanichi Kurita
- Green vs Red (Rupan Sansei : Green vs Red, 2008) avec Kanichi Kurita